# Virginia Warfield
Virginia Patricia McShane Warfield (Charlottesville, Virginia; 30 de septiembre de 1942) es una matemática y educadora estadounidense. Recibió el Premio Louise Hay de la Asociación de Mujeres en Matemáticas en 2007.

## Educación
El padre de Warfield fue el matemático Edward J. McShane. Recibió su doctorado en matemáticas de la Universidad de Brown en 1971. Su asesor doctoral fue Wendell Fleming y el título de su disertación fue "Un principio mínimo estocástico".

## Carrera
Mientras hacía contribuciones al campo del análisis estocástico después de su doctorado, Warfield se sintió cada vez más absorta en los problemas de la educación matemática. Ella trabajó con Project SEED, un programa de matemáticas de gran prestigio cuyo objetivo era promover actividades matemáticas con sentido para estudiantes de cuarto a sexto grado. Ella abordó temas de preparación y mejoramiento de maestros. Colaboró con el matemático francés Guy Brousseau, pionero en la "didáctica de las matemáticas", el estudio científico de los problemas en la enseñanza y el aprendizaje de las matemáticas. Ha sido miembro activo de la Asociación de Mujeres en Matemáticas.(AWM) Ha presidido el Comité de Educación, ha servido como Editora de la Columna de Educación para el Boletín de AWM y fue elegida como miembro general del Comité Ejecutivo. Ha sido miembro de los comités de la Asociación Matemática de América sobre Desarrollo Profesional y Educación Matemática de los Maestros.